# Patxi López
Francisco Javier „Patxi” López Álvarez (ur. 4 października 1959 w Portugalete) – hiszpański i baskijski polityk, w latach 2009–2012 lehendakari, w 2016 przewodniczący Kongresu Deputowanych.

## Życiorys
Kształcił się w zakresie inżynierii przemysłowej na Uniwersytecie Kraju Basków, nie kończąc tych studiów. Od 1974 działał w socjalistycznej młodzieżówce Juventudes Socialistas, w latach 1985–1988 był sekretarzem generalnym jej baskijskiego oddziału. W 1977 został natomiast członkiem Socjalistycznej Partii Kraju Basków (PSE), regionalnej struktury PSOE. W 1986 uzyskał mandat posła do Kongresu Deputowanych III kadencji, który wykonywał do 1989.
Od 1991 był członkiem sekretariatu PSE, a także członkiem parlamentu Kraju Basków, w którym zasiadał do 2014. W latach 2002–2014 pełnił funkcję sekretarza generalnego swojego ugrupowania. Po wyborach regionalnych w marcu 2009 zawiązał koalicję z Partią Ludową, co pozwoliło odsunąć od władzy Nacjonalistyczną Partię Basków. Patxi López objął wówczas urząd prezydenta Kraju Basków (lehendakari), sprawując go do grudnia 2012. W 2012 został także sekretarzem PSOE ds. politycznych.
W wyborach w grudniu 2015 po raz drugi wszedł w skład Kongresu Deputowanych. W styczniu 2016 wybrany na przewodniczącego Kortezów Generalnych XI kadencji. W przedterminowych wyborach z czerwca 2016 zachował miejsce w parlamencie, w lipcu tegoż roku w głosowaniu na przewodniczącego Kongresu Deputowanych XII kadencji przegrał z Aną Pastor Julián. Również w wyborach w kwietniu 2019, listopadzie 2019 i 2023 był wybierany na deputowanego.